# Társmegváltó
Társmegváltó, vagy corredemptrix egy teológiai fogalom, egy cím a Római katolikus egyházban, amely Máriára, Jézus anyjára utal, és azt vizsgálja, hogy Máriának milyen szerepe volt az ember megváltásában. Mindig is vitatott volt, soha nem képezte részét az egyházi dogmának. A Társmegváltó kifejezés arra utal, hogy egy alárendelt, de alapvető részvétele van a Boldogságos Szűz Máriának a megváltásban, nevezetesen, hogy ő szabad beleegyezését adta, hogy életet adjon a Megváltónak, megosztotta az életét, szenvedett vele a kereszt alatt, hogy felajánlja az áldozatot, az Atya Isten kedvéért a megváltást az emberiségnek. Ehhez kapcsolódik egy másik Mária koncepció, a Mediatrix, a 'közvetítő', amely egy külön fogalom, de a hívek rendszeresen a Társmegváltó címet használják.

## Tanítás
A korai egyházatyák párhuzamot állítottak fel Ádám és Éva és Jézus és Mária emberpáros között. Az üdvtörténet, azaz az emberiség boldogságával foglalkozó rész miatt találták úgy hogy ez a két emberpáros sorsdöntő szerepük, cselekedeteik miatt állítható fel ez a párhuzam. Azonban ez a párhuzam ellentétes irányú. Míg Ádám és Éva bűnbe vitte az emberiséget tettével, Jézus nemet mondva a kísértésnek a bűnök feloldásában tevékenykedett, azaz a megváltásban. Míg Éva társa volt Ádám bűnbeesésének, addig Mária hozzájárult-e Jézus cselekedetéhez a megváltáshoz?

### A pápák magyarázatai
Bár a címet a 15. század óta használják, a cím használatát 1908-ban hagyta jóvá X. Piusz pápa. A pápa ezt írta enciklikájában: A Szűz nem csak megszülte Isten Fiát, hanem „Azt a feladatot is ő kapta, hogy gondozza és táplálja őt a kijelölt időpontban fel is ajánlja ezt az áldozatot az oltáron.” Azonban ez újabb kérdéseket vetett fel, és pontosításokra szorult. A következő pápa XV. Benedek pápa ezt írja: „Mindenben együtt szenvedett szenvedő és haldokló Fiával, kivéve a halált, ennélfogva az emberiség megváltásáért lemondott Fia iránt való anyai jogairól, és a maga részéről feláldozta a Fiút, hogy kiengesztelje Isten igazságosságát, így igazán elmondhatjuk róla, hogy Krisztussal együtt megváltotta az emberi fajt” XI. Piusz pápa, „A boldogságos Szűz aki eredendő bűn nélkül fogantatott Isten Anyjává lett kiválasztva, hogy részestárs legyen az emberiség megváltásában.”"

### Teológusok
Számos teológus megvitatta ezt a koncepciót a 19 századi  Frederick William Faber atyától az elmúlt évekig, a 20 századi, Gabriel Roschini mariológusig. Roschini kifejtette – az 1946-os  Mariologiai Összefoglaló kiadványban -, hogy Mária nem csak részt vett a fizikai Jézus világra hozatalában, de egy lelki egyesülésben volt része ővele.   
Az isteni megváltás terve nem csak anyagi természetű, hanem egy állandó szellemi egységet jelent Krisztussal. A legtöbb mariológus egyetért ezzel az állásponttal. Mária önként szenvedett a kereszt alatt, ebben az értelemben felajánlotta az áldozatot, az Örök Atyának.
Félreérthetőség elkerülése miatt is hangsúlyozzák a teológusok, hogy Jézusnak elsődleges,egyetemes és független és Máriának másodlagos, viszonylagos és alárendelt társa Krisztusnak és a megváltás művében. Nem egymást akadályozzák vagy éppen versengenének, hanem Mária éppen előmozdítója a hívek Krisztusban való egyesülését.

## Események a dogmává emelés érdekében
Ida Peerdeman egyike volt azoknak a kevés látnokoknak, akinek látomásait az egyház valódinak ismerte el. A neki megjelent asszony úgy mutatkozott be, bár ő volt Szűz Mária, de most ő a Minden Népek Asszonya, már a világhoz szól, mint aki Krisztus kegyelemközvetítőjeként, szószolóként közreműködőként a megváltásban.
Mark Miravalle jezsuita 2001-ben hat millió aláírást küldött Vatikánba, hogy dogmaként ismerje el Vatikán Szűz Mária Társmegváltó szerepét. Végül is nem történt meg.

## Fordítás
- Ez a szócikk részben vagy egészben  a   Co-Redemptrix című angol Wikipédia-szócikk ezen változatának fordításán alapul.  Az eredeti cikk szerkesztőit annak laptörténete sorolja fel. Ez a jelzés csupán a megfogalmazás eredetét és a szerzői jogokat jelzi, nem szolgál a cikkben szereplő információk forrásmegjelöléseként.